# Ektoplazma
Ektoplazma (grč. ἐκτός, "izvan" i πλάσμα, "oblikovano") je, prema vjerovanju, nevidljiva energetska tvar koja ima sposobnost postizanja određenih fizičkih oblika. Obično se manifestira tijekom spiritističkih seansa tako da izlazi iz usta medija. Također se vjeruje da ektoplazma služi kako bi se živa osoba uspjela uključiti ili putovati u svijet duhova.